# Sprzężenie Russella-Saundersa
Sprzężenie Russella-Saundersa (sprzężenie LS) – w spektroskopii, sprzężenie orbitalnego momentu pędu ze spinowym momentem pędu poszczególnych elektronów, a także niezależne sprzężenie tych momentów. Odkryte i opisane w 1923 roku przez Henry’ego Russella i Fredericka Saundersa.

## Kwantowanie
Występujące w atomie elektrony znajdują się w ściśle określonych stanach. Stany te są określane przez liczby kwantowe. Wyróżnia się cztery rodzaje liczb kwantowych:
- główna liczba kwantowa – {\displaystyle n} kwantuje energię elektronu,
- poboczna liczba kwantowa – {\displaystyle l} kwantuje moment pędu elektronu,
- magnetyczna liczba kwantowa – {\displaystyle m} kwantuje rzut orbitalnego momentu pędu elektronu,
- magnetyczna spinowa liczba kwantowa – {\displaystyle m_{s}} kwantuje rzut spinu elektronu.

W modelu Bohra elektrony są traktowane jako chmura prawdopodobieństwa znalezienia ładunku. Ruch takich elektronów przypomina jednak ruch po orbicie i stąd ma mierzalny orbitalny moment pędu:
{\displaystyle M={\sqrt {l(l+1)}}\hbar ,}
gdzie:
{\displaystyle \hbar } – stała Diraca,
{\displaystyle M} – orbitalny moment pędu elektronu,
{\displaystyle l} – poboczna liczba kwantowa.

Precesja momentu pędu L względem osi cząsteczki dwuatomowej.

Pod działaniem pola magnetycznego, następuje precesja wektora momentu pędu wzdłuż kierunku pola. Kąt pomiędzy wektorem a kierunkiem pola to rzut orbitalnego momentu pędu, który ma wartość:
{\displaystyle M_{z}=m_{l}\hbar ,}
gdzie:
{\displaystyle M_{z}} – rzut orbitalnego moment pędu,
{\displaystyle m_{l}} – magnetyczna liczba kwantowa.
Ruch elektronu można także opisać poprzez model, w którym elektron, oprócz krążenia po orbicie, wiruje wokół własnej osi. Towarzyszy temu mierzalny wektor momentu pędu, czyli spin:
{\displaystyle S={\sqrt {s(s+1)}}\hbar ,}
gdzie:
{\displaystyle S} – wektor momentu pędu,
{\displaystyle s} – magnetyczna spinowa liczna kwantowa.

## Istota sprzężenia
Dzięki takiemu wektorowemu opisowi atomu można wyjaśnić naturę sprzężenia Russella-Saundersa. Momenty pędu elektronów dodają się do siebie wektorowo. Z tego powstaje wypadkowy wektor orbitalnego momentu pędu:
{\displaystyle \mathbf {L} =\sum _{i}\mathbf {l_{i}} }
oraz wypadkowy wektor spinu:
{\displaystyle \mathbf {S} =\sum _{i}\mathbf {s_{i}} .}
Wektorowe dodanie powyższych wektorów daje całkowity moment pędu J wszystkich elektronów w atomie:
J = L + S
Powyższe równanie jest matematycznym zapisem sprzężenia Russella-Saundersa.
Każdy z tych momentów pędu jest osobno skwantowany:
{\displaystyle |\mathbf {L} |={\sqrt {L(L+1)}}\hbar }
{\displaystyle |\mathbf {S} |={\sqrt {S(S+1)}}\hbar }
{\displaystyle |\mathbf {J} |={\sqrt {J(J+1)}}\hbar }
gdzie:
{\displaystyle L} jest kwantową liczbą wszystkich elektronów w atomie i może przybierać wartości:
L = 0, 1, 2, 3, 4...
symbol termu: {\displaystyle S,P,D,F,G\dots }
{\displaystyle S} jest kwantową liczbą spinową wszystkich elektronów w atomie i może przybierać wartości:
{\displaystyle 0,{\frac {1}{2}},1,{\frac {3}{2}},2\dots }
a wielkość {\displaystyle 2S+1} nazywa się multipletowością termu.
{\displaystyle J} jest kwantową liczbą całkowitego wypadkowego momentu pędu wszystkich elektronów w atomie. Prowadzi to do następujących możliwości wartości {\displaystyle J{:}}
{\displaystyle J=|L-S|,|L-S+1|,\dots ,|L+S-1|,|L+S|.}
Liczba {\displaystyle J} może przybrać wartość zero lub dodatnią, całkowitą wielokrotność liczby {\displaystyle {\frac {1}{2}}.}
W polu magnetycznym lub polu elektrycznym następuje orientacja wektorów. Znaczenie ma wówczas fakt sumowania wektorów momentu pędu. Kwantowanie nie dotyczy oddzielnych momentów, a całkowitego wypadowego momentu pędu. Oznacza to sprzężenie orbitalnego momentu pędu (li) ze spinowym momentem pędu (si) poszczególnych elektronów oraz sprzężenie momentów L i S. Taki rodzaj sprzężenia nazywa się sprzężeniem Russella-Saundersa.
W bardzo silnym polu obserwuje się również efekt Paschena-Backa, który polega na zaniku sprzężenie L i S oraz na ich oddzielnym, niezależnym kwantowaniu.